# Arbejdsretten
Arbejdsretten er en dansk specialdomstol, der blev oprettet 12. april 1910. Det oprindelige navn var Den Faste Voldgiftsret, men dette blev ændret til det nuværende i 1964.
Domstolen behandler såkaldte arbejdsretlige konflikter. Før en sag indbringes for Arbejdsretten, vil den normalt være behandlet ved et mæglingsmøde på arbejdspladsen mellem arbejdstager og arbejdsgivers organisationer foruden på et fællesmøde med deltagelse af mest samlende arbejdsgiver og lønmodtagerorganisation.
Sagerne omhandler bl.a. brud på kollektive overenskomster, overtrædelse og fortolkning af hovedaftaler, lovligheden af varslede kollektive konflikter og tvister om forligsmændenes kompetence. Sagerne kan ikke indbringes for de almindelige domstole. Den enkelte lønmodtager eller arbejdsgiver kan dog anlægge sag ved de almindelige domstole vedrørende tilgodehavender, såfremt vedkommendes faglige organisation ikke vil behandle sagen fagretligt.
Arbejdsretten består af et formandskab med 6 medlemmer, 12 ordinære dommere, samt 31-41 suppleanter. Dommerne udnævnes for 5 år af gangen af beskæftigelsesministeren efter indstilling fra en række lønmodtager- og arbejdsgiverorganisationer samt offentlige myndigheder.
Arbejdsretten afgør sagerne ved enten en afgørelse af retsformanden alene jf. Arbejdsretslovens § 16, stk. 3, eller ved dom. Hvis sagen afgøres ved dom, sættes retten af både en retsformand og af ordinære dommere. Uanset om sagen afgøres ved retsformandsafgørelse eller ved dom, kan sagen ikke ankes, der er således ingen muligheder for at få en afgørelse omgjort.